# Ludovic Vo
Ludovic Vo (5 de enero de 1978) es un deportista francés que compitió en taekwondo. Ganó una medalla de bronce en el Campeonato Mundial de Taekwondo de 1997 y tres medallas en el Campeonato Europeo de Taekwondo entre los años 1996 y 2004.

## Palmarés internacional
| Campeonato Mundial | Campeonato Mundial    | Campeonato Mundial | Campeonato Mundial |
| Año                | Lugar                 | Medalla            | Categoría          |
| ------------------ | --------------------- | ------------------ | ------------------ |
| 1997               | Hong Kong (China)     | Medalla de bronce  | –54 kg             |
| Campeonato Europeo |                       |                    |                    |
| Año                | Lugar                 | Medalla            | Categoría          |
| 1996               | Helsinki (Finlandia)  | Medalla de bronce  | –54 kg             |
| 2002               | Samsun (Turquía)      | Medalla de oro     | –58 kg             |
| 2004               | Lillehammer (Noruega) | Medalla de bronce  | –58 kg             |